# Hungría en los Juegos Olímpicos de Albertville 1992
Hungría estuvo representada en los Juegos Olímpicos de Albertville 1992 por un total de 24 deportistas que compitieron en 6 deportes.  
El portador de la bandera en la ceremonia de apertura fue el patinador artístico Attila Tóth. El equipo olímpico húngaro no obtuvo ninguna medalla en estos Juegos.